# Port lotniczy Mili
Port lotniczy Mili (IATA: MIJ, ICAO MLIP) – port lotniczy zlokalizowany na atolu Mili (Wyspy Marshalla).